# Краузе, Орла Херман
Орла Херман Краузе (дат. Orla Hermann Krause; 3 ноября 1867, Копенгаген — 28 сентября 1935) — датский шахматист, мастер.
Серебряный призёр турнира северных стран.
В составе сборной Дании серебряный призёр шахматной олимпиады в Лондоне (1927 г.). В личном зачёте выступил не очень удачно, однако в матче с прямым конкурентом — сборной Великобритании — победил Ф. Ейтса и обеспечил своей сборной 2-е место.

## Биография
Был старшим сыном в семье лесопромышленника Мейнерта Краузе и его жены Эльсины (урожд. Сёборг).
Получил медицинское образование. Работал в больнице Фредерикс, госпитале Св. Ханса в Роскилле, психиатрической больнице в Вордингборге.
Вместе с Л. Коллийном выпустил сборники первых трёх турниров северных стран (все в 1902 г. в стокгольмском издательстве Линдстрёма).
В 1908 г. женился на Вильгельмине Якобине Йенсен (род. в 1877 г. в Хельсингёре), также дочери лесопромышленника. Позже у них родился сын.
В связи с занятостью по работе играл в основном в соревнованиях, проводившихся на территории Дании, или в турнирах по переписке.

## Вклад в теорию дебютов
Краузе был известен как автор статей о теории шахматных дебютов.
- С именем Краузе связывают ход 2… c5 (после 1. d4 d5 2. Кf3) в дебюте ферзевых пешек[1].

- Систему славянской защиты, известную ныне как центральный вариант[2], А. Шерон называет «атакой Краузе»[3]: 1. d4 d5 2. c4 c6 3. Кf3 Кf6 4. Кc3 dc 5. a4 Сf5 6. Кe5.

- Ход 6. Кh4 (после 1. d4 d5 2. c4 c6 3. Кf3 Кf6 4. Кc3 dc 5. a4 Сf5) в славянской защите некоторые теоретики также называют атакой Краузе.[4]

- Вариант Краузе в улучшенной защите Тарраша: 1. d4 d5 2. c4 e6 3. Кc3 Кf6 4. Кf3 c5 5. Сg5 cd 6. Кxd4 e5 7. Кdb5 a6 8. Фa4.
- Краузе был одним из первых шахматистов, применивших, систему защиты Каро — Канн, известную сейчас как атака Панова (в партии по переписке против А. И. Нимцовича, сыгранной в 1924—1925 гг.; первые анализы датируются 1911 годом).[5][6] Достоверно известно, что В. Н. Панов применил свою разработку в партии против С. Мудрова, которая была сыграна в чемпионате Москвы 1929 г.[7]
- Вариант Краузе в дебюте четырех коней: 1. e4 e5 2. Кf3 Кc6 3. Кc3 Кf6 4. d4 Сb4 5. К:e5.
- Вариант Краузе в итальянской партии: 1. e4 e5 2. Кf3 Кc6 3. Сc4 Сc5 4. c3 Кf6 5. d4 ed 6. cd Сb4+ 7. Сd2 К:e4 8. С:b4 К:b4 9. С:f7+ Кр: f7 10. Фb3+ d5 11. Кe5+ Крf6 12. f3.

- Также Краузе принадлежит ряд анализов в следующей системе королевского гамбита: 1. e4 e5 2. f4 ef 3. d4.

## Спортивные результаты
| Год  | Город           | Соревнование                           | + | − | = | Результат | Место |
| ---- | --------------- | -------------------------------------- | - | - | - | --------- | ----- |
| 1892 | Вильгельмсхафен | Международный турнир                   |   |   |   |           | 4     |
| 1895 | Копенгаген      | Турнир сильнейших датских шахматистов  |   |   |   |           | 2     |
| 1899 | Копенгаген      | Турнир северных стран                  | 8 | 2 | 0 | 8 из 10   | 2     |
| 1907 | Копенгаген      | Турнир северных стран                  | 0 | 5 | 3 | 1½ из 8   | 5     |
| 1916 | Копенгаген      | Турнир северных стран                  | 2 | 0 | 5 | 4½ из 7   | 2—4   |
| 1924 | Копенгаген      | Турнир северных стран                  |   |   |   |           | 4—8   |
| 1927 | Лондон          | I Олимпиада (сборная Дании, 1-я доска) | 4 | 5 | 6 | 7 из 15   |       |
| 1934 | Копенгаген      | Турнир северных стран                  |   |   |   |           | 5—8   |